# 黃榮老
黃榮老（1902年—1975年），台灣台南縣北門郡鹽水港廳西港仔區南海埔人（現台南市西港區南海埔）。早年留學日本九州。1939年7月11日任命為國勢調查調查員，1945年10月25日中國戰區台灣省受降典禮勝方代表之一。
曾任台灣總督府北門郡役所庶務課雇員（1921年至1929年）、西港農業會理事（1944年）、嘉南農田水利會佳里區管理處主任（1948年4月1日至1951年8月18日）、嘉南農田水利會麻豆區管理處主任（1951年8月18日至1955年8月15日），亦曾任西港鄉第一屆至第三屆鄉民代表（1946年至1952年）、連任三屆縣議員（1953年起）。
1950年臺灣省政府宣告各縣市實施實行地方自治後同年1月28日舉行第1屆縣議員選舉，2月12日台南縣議會成立，陳宗華與楊群英當選首屆正副議長，黃榮老也擔任台南縣議會第1屆縣議員。其後又連任第2、3屆縣議員。

## 家庭
黃榮老娶有兩名妻子，一生共育有十子四女，大房林羗、二房柯對；大房林羗生有八子、二房柯對生有二子四女。十子依序為：鐐豐、鐐昌、鐐珍、鐐禎、鐐薰、鐐聲、鐐村、鐐亨（原著作誤植為享）、鐐澤、鐐庭。四女依序為：麗華、麗珠、麗卿、麗紅。